# Черемушки (Бежецький район)
Черемушки (рос. Черемушки) — присілок в Бежецькому районі Тверської області Російської Федерації.
Населення становить 9 осіб. Входить до складу муніципального утворення Пореч'євське сільське поселення.

## Історія
Від 2005 року входить до складу муніципального утворення Пореч'євське сільське поселення.

## Населення
| 2008 | 2010 |
| ---- | ---- |
| 13   | ↘9   |